# Dahlgren, Illinois
Dahlgren är en ort (village) i Hamilton County i delstaten Illinois i USA. Orten hade 504 invånare, på en yta av 2,63 km² (2020). Dahlgren grundades 1872 och är uppkallat efter amiral John A. Dahlgren. Den är belägen i Dahlgren Township.